# Bosc Departamental del Puig de l'Estella
El Bosc Departamental del Puig de l'Estella (en francès, oficialment, Forêt Departementale du Puig De L'Estelle) és un bosc de domini públic del terme comunal d'Arles, a la comarca del Vallespir, de la Catalunya del Nord.
El bosc, que ocupa 2,2 km², està situat al sud del terme comunal d'Arles, prop del límit amb el terme de Sant Llorenç de Cerdans, en els vessants septentrionals del Puig de l'Estella.
El bosc està sotmès a una explotació gestionada pel Departament dels Pirineus Orientals. Té el codi identificador de l'ONF (Office National des Forêts) F16264N.